# 艾拉娜·海姆
艾拉娜·米哈爾·海姆（英語：Alana Mychal Haim，/əˈlɑːnə ˈhaɪɪm/，1991年12月15日—），美國女音樂家、歌手、詞曲作家及演員，知名於流行搖滾樂團海慕的鍵盤手、吉他手和人聲，以及在保羅·湯瑪斯·安德森電影《甘草比萨》（2021年）中擔任主演。
2021年憑藉《甘草比萨》好評如潮的演出而入圍金球獎最佳音樂及喜劇類電影女主角及評論家選擇電影獎最佳女主角等獎項。同年，也以海慕樂團專輯《音樂界的女人第三部》提名葛萊美獎年度專輯。

## 早期生活
艾拉娜·海姆1991年12月15日生於加利福尼亞州洛杉磯的猶太家庭，並在圣费尔南多谷成長。以色列裔父親莫迪凱·海姆是前職業足球運動員和鼓手母親唐娜（Donna）也是音樂家，1970年代曾在《銅鑼秀》翻唱邦妮·雷特歌曲並成為獲勝選手。父親的家人從保加利亞搬到以色列。海姆畢業於洛杉磯縣藝術高中。兩個姊姊也是海慕樂團的成員：艾絲特（Este Haim，電貝斯和人聲）及丹妮爾（Danielle Haim，主唱、吉他手和鼓手）。

## 作品列表

### 電影
| 年份 | 標題                                         | 角色       | 附註   |
| ---- | -------------------------------------------- | ---------- | ------ |
| 2021 | 《HAIM：專輯幕後》（Haim: Behind the Music） | 她自己     | 紀錄片 |
| 2021 | 《甘草比萨》                                 | Alana Kane |        |
| 2025 | 《一场又一场的战斗》                         |            |        |

### 電視
| 年份 | 標題                               | 角色    | 附註     |
| ---- | ---------------------------------- | ------- | -------- |
| 2015 | 《紀錄進行時》                     | 她自己  | 2集      |
| 2019 | 《寂寞孤島鉅獻極霸兄弟的傳奇軼事》 | Val Gal | 綜藝特輯 |

## 外部連結
- 艾拉娜·海姆在互联网电影资料库（IMDb）上的資料（英文）
- 艾拉娜·海姆的Instagram帳戶